# Ledce (okres Hradec Králové)
Obec Ledce (německy Ledetz) se nachází v okrese Hradec Králové v Královéhradeckém kraji. Žije zde 348 obyvatel.

## Historie
První písemná zmínka o vesnici pochází z roku 1450.

## Exulanti
Stejně jako z okolních obcí (Jeníkovice, Bolehošťská Lhota, Vysoký Újezd aj.) odcházeli do exilu i nekatolíci z Ledce. Ve zdejší oblasti působili kromě Antonína Koniáše také jezuité Jakub Firmus, Matěj Třebický, Adam Poustka a František Mateřovský. Z obce Ledce prokazatelně uprchl Matěj Jelen.

## Přírodní poměry
Vesnice se nachází na území Orlické tabule. Východně od ní se nachází přírodní rezervace Chropotínský háj.

## Společnost
Každoročně se tu pořádá soutěž v netradičních vodních disciplínách Ledecká lávka.

## Pamětihodnosti
- Kostel svaté Maří Magdaleny – gotický z počátku 15. století

## Místní části
- Klášter nad Dědinou
- Ledce
- Újezdec